# Râul Răchest
Râul Răchest este un curs de apă, afluent al râului Crișul Negru. 